# 한국경진학교
한국경진학교(韓國耕進學敎)는 경기도 고양시 일산동구 마두동에 있는 국립 특수학교이다. 행동장애(Emotional and behavioral disorders)학생을 위한 특수교육기관으로 유치부, 초등부, 중학부, 고등부, 전공과를 두고 있다.

## 연혁
- 1997년 3월 1일: 개교